# Синт Тројден
Синт Тројден или Сен Трон (хол. Sint-Truiden; фр. Saint-Trond) је општина у Белгији у региону Фландрија у покрајини Лимбург. Према процени из 2007. у општини је живело 38.427 становника.

## Историја
Градска права је добио 11. век. У 14. веку Хаселт је дошао под власт кнеза-бискупа Лијежа. Привредни врхунац је достигао у 15. веку као центар текстилне индустрије.

## Становништво
Према процени, у општини је 1. јануара 2015. живело 39.957 становника.
| 1984.  | 2000.  | 2010. | 2015. |
| ------ | ------ | ----- | ----- |
| 36.665 | 37.147 | 39309 | 39957 |